# Акация сеяльская

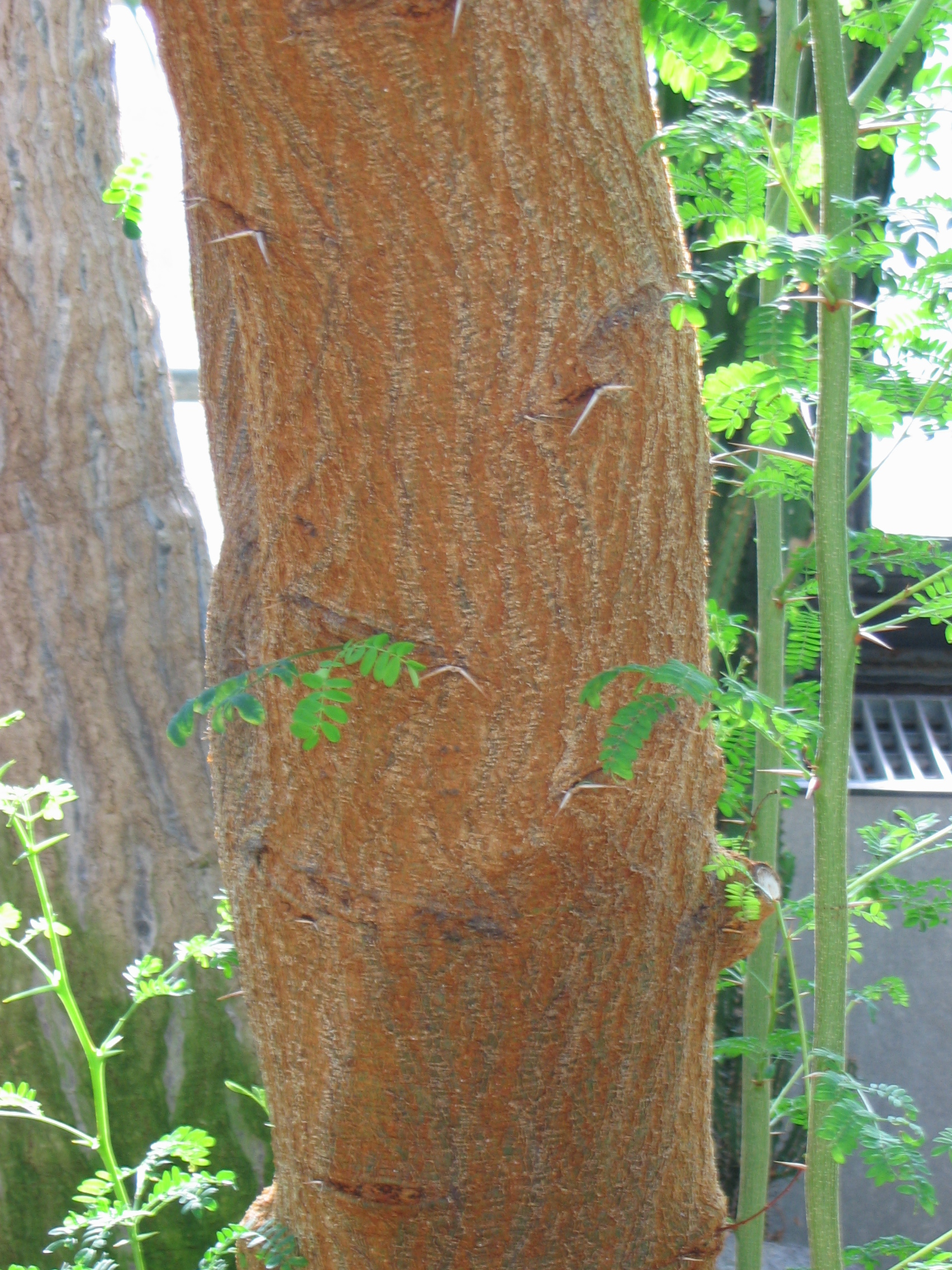
Кора акации сеяльской

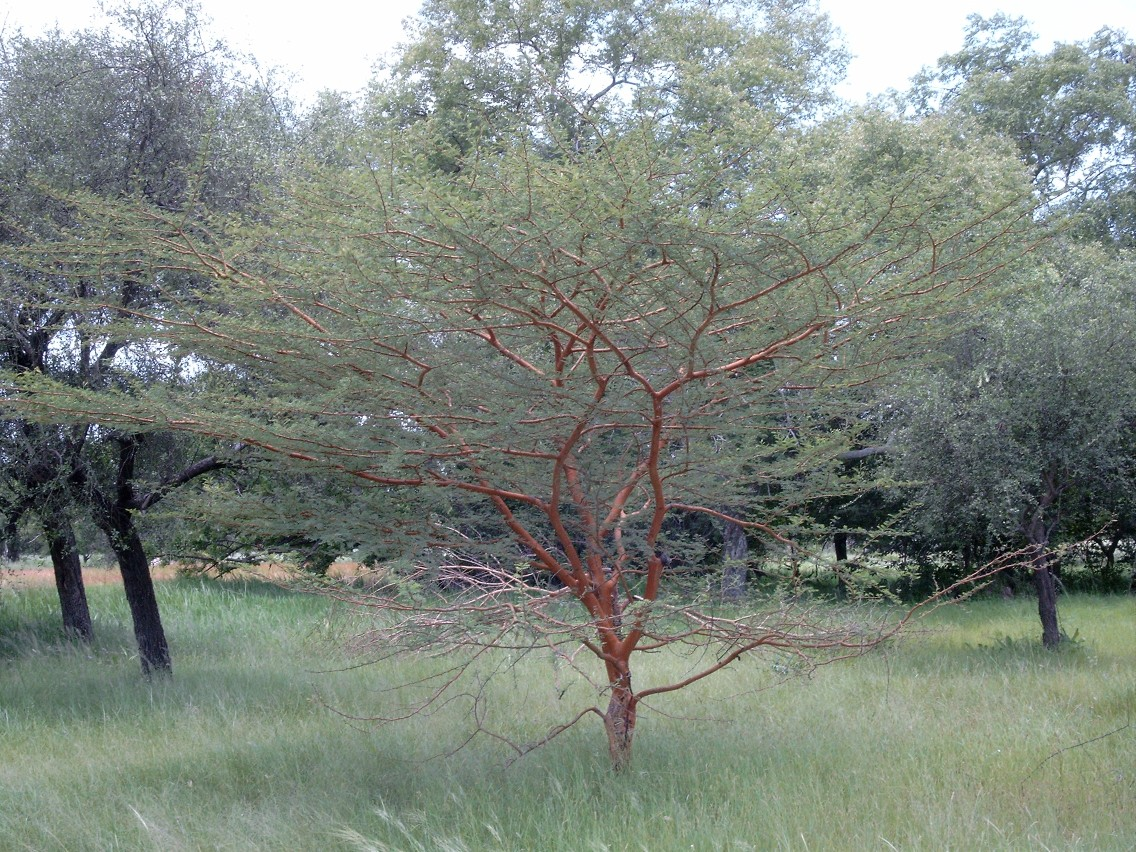
Акация сеяльская

Акация сеяльская, красная акация, известная также как дерево шитта (источник древесины шиттим) — колючее дерево высотой от 6 до 10 м с бледно-зеленоватой или красноватой корой. В основе перистые листья 3-10 см, два прямых светло-серых шипа (прилистникИ, видоизмененных в колючки) вырастают до 7-20 см длиной. Цветки — круглые ярко-желтые гроздья около 1,5 см в диаметре.
Vachellia seyal var. fistula чаще встречается на тяжелых глинистых почвах, некоторые шипы набухают и являются домом для симбиотических муравьев.
Распространен от Египта до Кении и западного Сенегала. В Сахаре часто растет во влажных долинах. Он также встречается в вади на Аравийском полуострове.
Слово «сеяльская» происходит от арабского слова, означающегo «поток»

## Разновидности
Различают две разновидности:
- Vachellia seyal var. fistula (Schweinf. ) Кьял. И Boatwr.
- Vachellia seyal var. seyal (Delile) PJHHurter

## Гибриды
Vachellia seyal иногда гибридизируется с V. xanthophloea .

## Применение

### Гуммиарабик
Vachellia seyal, наряду с другими вахелиями, является важным источником гуммиарабика, природного полисахарида, который выделяется из поврежденных стеблей и затвердевает. Камедь V. seyal называется gum talha, от арабского названия дерева: talh.

### Дубление
Части дерева содержат до 18-20 % дубильных веществ. Кора и семенные коробочки V. seyal var. seyal содержат около 20 % танинов.

### Древесина
Считается, что дерево из дерева использовалось в Древнем Египте для изготовления гробов, а также Ковчега Завета..

### Лекарственное использование

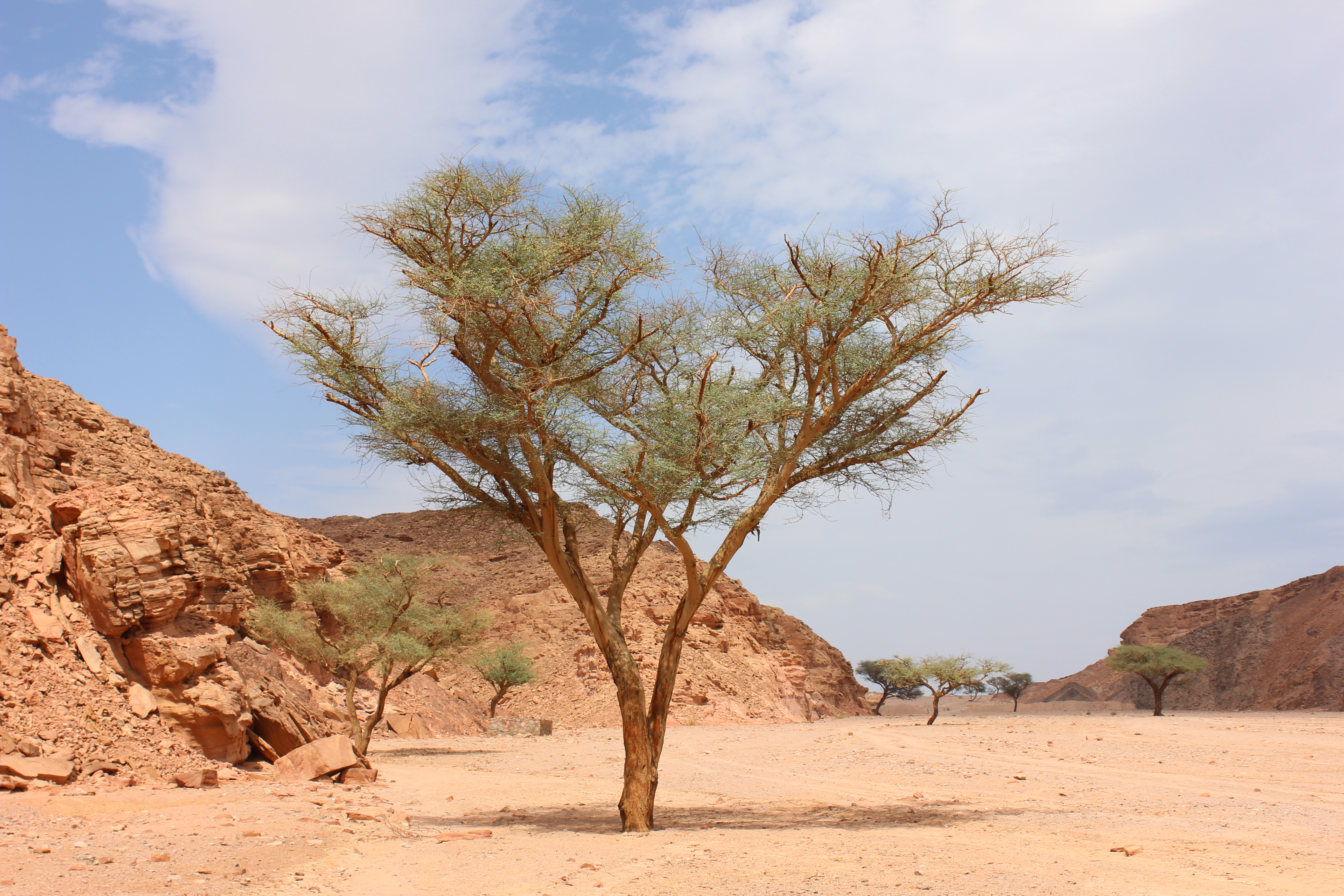
Дерево акации в оазисе пустыни Эйн-Хадра, Нувейбаа, Южный Синай, Египет

#### Кора
Кора используется для лечения дизентерии и бактериальных инфекций кожи, например, проказы. Она также используется в качестве стимулятора.

#### Камедь
Камедь используется как афродизиак, для лечения диареи, как эмоллиент, а также для лечения кровотечения, воспаления глаз, кишечных заболеваний и ринита. Также используется для предотвращения артрита и бронхита.

#### Древесина
Древесные благовония используются для снятия боли при ревматизме и для защиты будущих матерей от ринита и лихорадки.
Используется в качестве топлива и фуража в странах, расположенных вдоль южной границы пустыни Сахара.